# 脂滑副獅子魚
脂滑副獅子鱼，为輻鰭魚綱鮋形目杜父魚亞目狮子鱼科的其中一種。分布於西北大西洋區的美國羅德島州海域，屬深海底棲性魚類，棲息在水深600至891公尺的海域，生活習性不明。